# Clinchamps-sur-Orne
Clinchamps-sur-Orne – miejscowość i dawna gmina we Francji, w regionie Normandia, w departamencie Calvados. W 2013 roku liczba ludności wynosiła 1122 mieszkańców. 
W dniu 1 stycznia 2017 roku z połączenia dwóch ówczesnych gmin – Clinchamps-sur-Orne oraz Laize-la-Ville – utworzono nową gminę Laize-Clinchamps. Siedzibą gminy została miejscowość Laize-la-Ville. 